# Hypselodoris tryoni
Espèce
Synonymes
- Chromodoris odhneri, Risbec, 1953
- Chromodoris tryoni, Garrett, 1873
- Glossodoris odhneri, Risbec, 1953
- Goniodoris tryoni, Garrett, 1873 (nom originel)
- Jeanrisbecia francoisi, Odhner, 1934
- Risbecia francoisi, Odhner, 1934
- Risbecia odhneri, Risbec, 1953
- Risbecia tryoni, Garrett, 1873

Hypselodoris  tryoni une espèce de mollusques nudibranches du genre Hypselodoris.

## Distribution
Cette espèce se rencontre dans la zone tropicale occidentale et centrale de l'océan Pacifique, de l'Indonésie à la Polynésie.

## Habitat
Son habitat est la zone récifale externe, sur les sommets ou sur les pentes jusqu'à la zone des 30 m de profondeur.

## Description

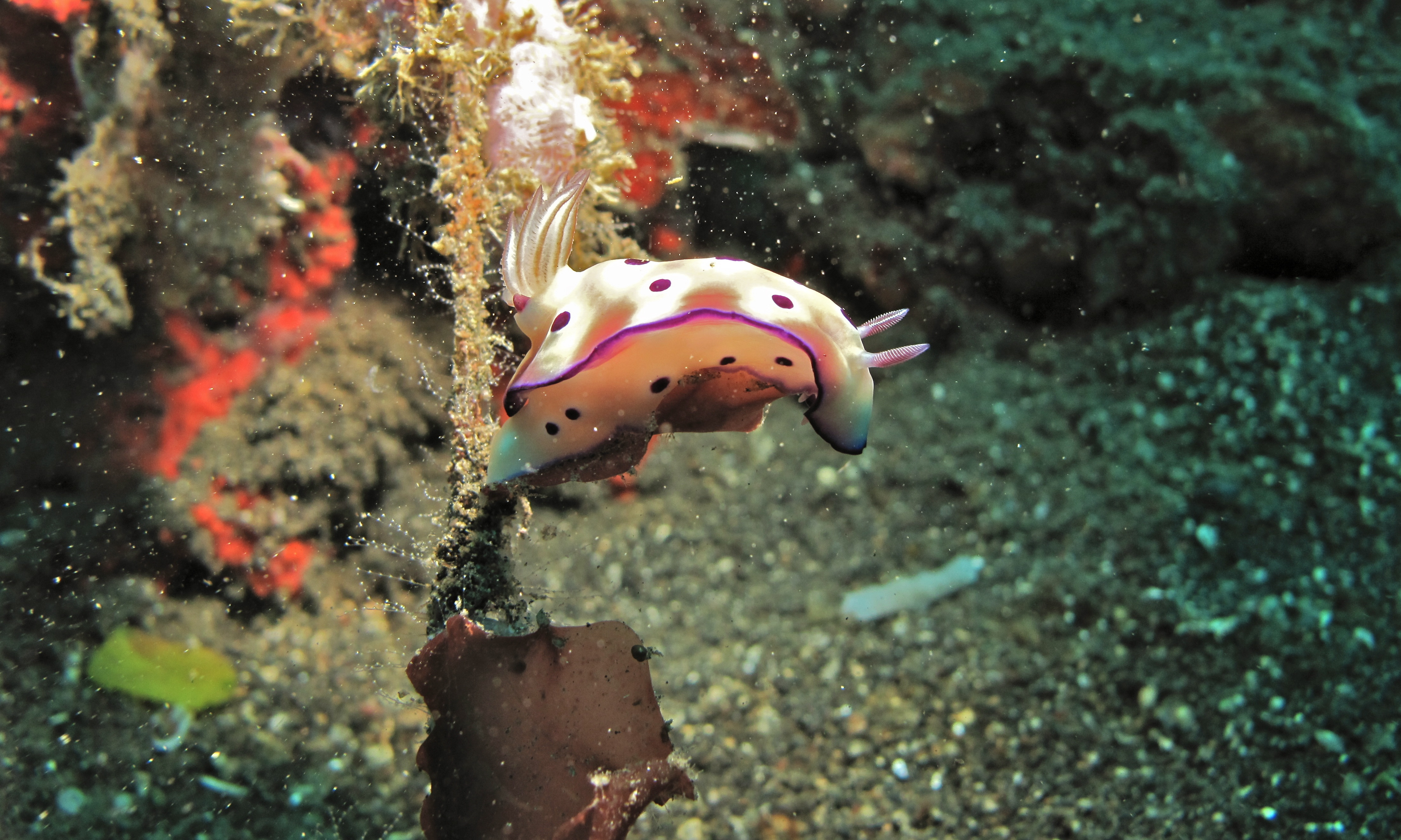
Hypselodoris tryoni (Sulawesi, Indonésie)

Cette espèce peut mesurer plus de 10 cm.
Le corps est allongé et de forme ovale, la jupe du manteau est étroite sauf sur la face antérieure ou elle forme un voile au-dessus de la cavité buccale.
Le pied dépasse sur la partie antérieure formant une pointe. Il est de teinte plus claire que le corps et possède un liseré mauve à bleu à sa base.
L'intensité de la coloration de la livrée varie d'un individu à l'autre. Elle est souvent crème à beige, voire brune, avec des taches de taille variable plus claires ou plus foncées que la teinte dominante donnant ainsi l'impression d'un camouflage.
Le manteau est parsemé également de petites ocelles bruns à noirs au centre et cerclés de blanc.
Le bord périphérique du manteau est marqué par un double liseré blanc et violet à bleu sur l'extérieur.
Les rhinophores sont lamellés et le bouquet branchial ont une teinte blanchâtre et sont surlignés de brun.

## Éthologie
Cet Hypselodoris est benthique et diurne, se déplace à vue sans crainte d'être pris pour une proie de par la présence de glandes défensives réparties dans les tissus du corps. Cette espèce se déplace souvent à plusieurs individus, deux ou trois, l'un derrière l'autre.

## Alimentation
Hypselodoris tryoni se nourrit principalement d'éponges.